# Kaassoufflé
Um kaassoufflé é um aperitivo originário dos Países Baixos, feito de um envelope de massa folhada recheada de queijo empanado em farinha de rosca e frito.

## História
O kaassoufflé foi inventado em 1969 por Hans van Bemmel, dono de uma lanchonete em Haastrecht. Van Bemmel fundou a KB Foodservice junto do empresário Dick Kooijman. Em 2008, a KB Foodservice foi comprada em 2008 pela empresa Royaan; oito anos depois, em 2016, a Royaan foi adquirida pela produtora de salgadinhos Van Geloven, parte da organização guarda-chuva McCain Foods Limited. Em 2012, a empresa representava de 90% a 100% do mercado de kaassoufflés pré-preparados disponíveis.
Apesar do nome kaassoufflé significar literalmente suflê de queijo, o prato não possui relação com a receita francesa.

## Características
A receita é feita de uma massa folhada recheada, que é empanada e frita. O recheio dos kaassoufflés consistem em uma mistura de queijo processado, manteiga, amido de batata e água. 
Os queijos mais comuns a serem utilizados no recheio são Beemster, cheddar, mussarela, Gouda ou uma mistura destes. No caso dos kaassoufflés produzidos em massa, o queijo processado costuma ser proveniente de restos de queijos que não poderiam ser vendidos em mercados. Por consequência, o recheio do soufflé costuma ser composto em até 90% por queijo processado e queijos análogos.
O kaassoufflé pode ser preparado frito ou assado. Nos Países Baixos, o salgadinho costuma ser consumido acompanhado de maionese ou molho de amendoim, ou até mesmo como recheio de um sanduíche.